# L'Osstidcho

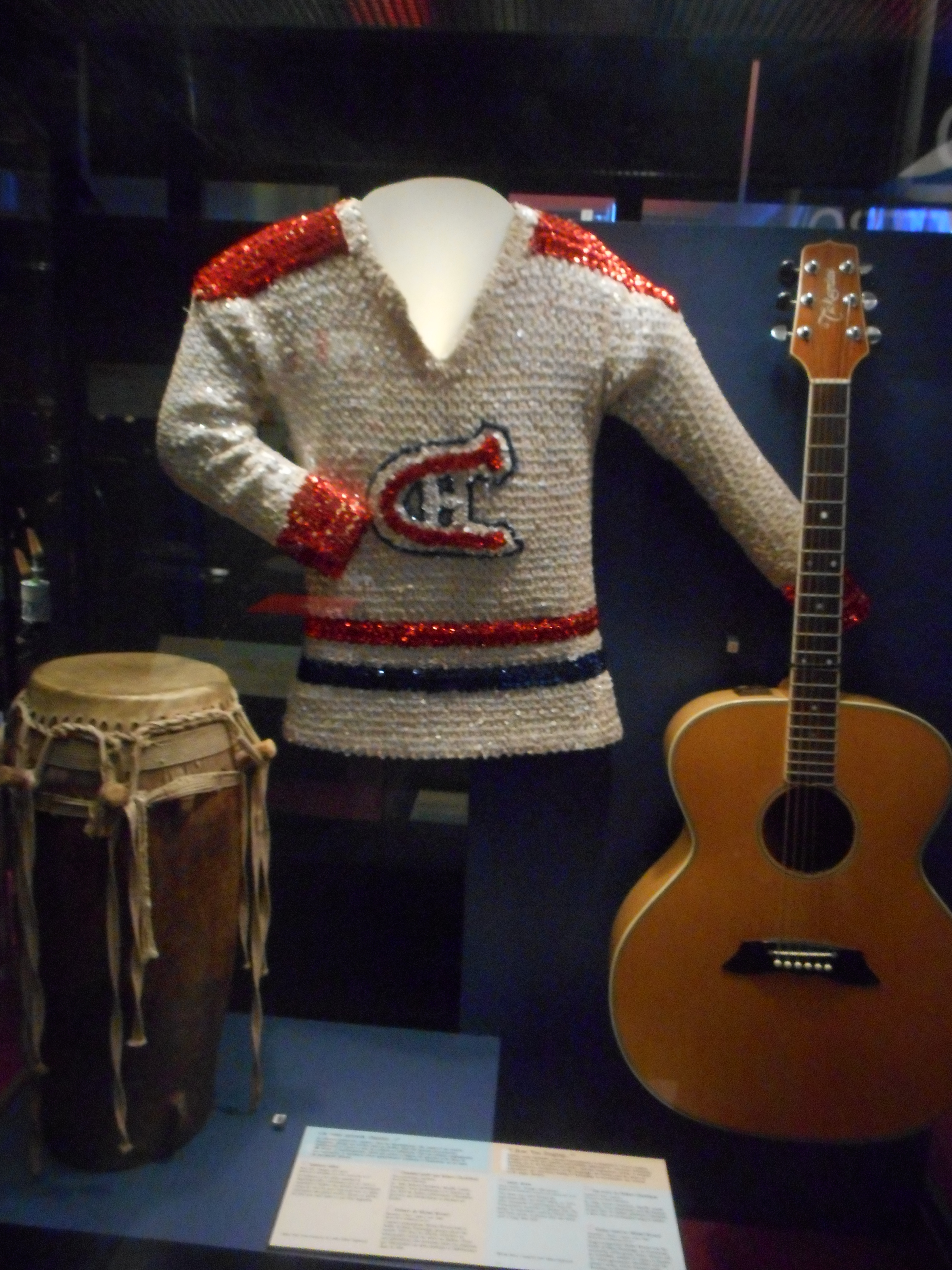
Chandail de Robert Charlebois

L’Osstidcho est un spectacle présenté au Québec entre 1968 et 1969. C'est un évènement marquant dans l’histoire culturelle du Québec. Ce spectacle est un amalgame de pièces musicales et de numéros d’humour, présenté et produit pour la première fois au Théâtre Quat'Sous à Montréal du 24 mai au 20 juin 1968. L’Osstidcho Kingsize a eu lieu du 2 au 8 septembre à la Comédie-Canadienne en 1968. Puis pour une dernière fois sur les planches de la Place des Arts, l’Osstidcho a été joué les 24 et 26 janvier 1969. La mise en scène du spectacle est de Paul Buissonneau et fait intervenir Yvon Deschamps, Robert Charlebois, Louise Forestier et Mouffe, auxquels s’est joint le Quatuor de jazz libre du Québec.
Le 5 septembre 2012, Bibliothèque et Archives nationales du Québec a lancé un site web intitulé L'Osstidcho: Les bandes audio retrouvées.   

## Contexte

### Politique
C’est dans un contexte d’effervescence politique que l’Osstidcho voit le jour. Avec l'élection de Jean Lesage  en tant que premier ministre québécois en 1960, le Québec de cette époque connaît une vague de modernisation incarnée par plusieurs réformes. Durant cette période de révolution tranquille, le Québec surmonte économiquement les difficultés rencontrées dans la décennie précédente, celle qualifiée de Grande Noirceur. De plus, d’importantes réformes issues de la commission Parent modifient le système éducatif québécois, notamment la décléricalisation de l’éducation. Le système de santé subit aussi plusieurs modifications, qui visent à le rendre plus accessible. Le Québec connaît une ère plus démocratique et plus libérale, en s'ouvrant davantage au monde à partir du début des années 1960.
Dans la seconde moitié des années 1960, l’Exposition universelle de 1967 se tient lieu à Montréal pour une durée de six mois. Cette exposition met en valeur des réalisations internationales et souligne le progrès technologique et industriel des différents pays et groupes participants. L’Exposition de 1967 se présente comme une ouverture sur le monde, mais aussi comme une vitrine du Québec sur la scène internationale. L’Exposition universelle de 1967 permet de souligner le centenaire du Canada. Toutefois, certaines incertitudes en lien avec les relations internationales ont mis fin à la participation de certains pays, notamment ceux concernés par la Guerre de Six jours au Moyen-Orient.
C’est un courant d’indépendance qui s’est fait ressentir durant la décennie 1960. Une idéologie nationaliste québécoise a mené à la création du Front de libération du Québec (FLQ) en 1963. Le FLQ militait pour la souveraineté québécoise en utilisant des mesures radicales. Ce terrorisme était représenté par des attentats à la bombe, des attentats au Cocktail Molotov et par certains incendies. Ces mesures radicales ont mené à la Crise d’Octobre de 1970. Plusieurs arrestations ont suivi ces évènements, ceux-ci recensant 8 morts.
En 1968, année de création de l’Osstidcho, Pierre Elliot Trudeau est élu pour la première fois premier ministre du Canada, continuant ainsi la décennie 1960 sous l’angle du libéralisme avec Lester B. Pearson. Trudeau avait suscité l'indignation de plusieurs nationalistes québécois. C’est aussi durant cette année que le Parti québécois est fondé, en fusionnant le Mouvement Souveraineté-Association de René Lévesque et le Ralliement national de Gilles Grégoire.

### Culturel
Le phénomène de l’Osstidcho n’est pas né d’une génération spontanée ou d’un fait culturel isolé. Au Québec, il est issu d’un contexte social et culturel qui était traversé par des discours pluralistes et multiples que l’Expo 67 et le Baby-Boom avaient favorisés.
Au cours des décennies précédant la création de l’Osstidcho, la chanson populaire était dominée par la ballade. Vers la fin des années cinquante, les boîtes à chansons prennent peu à peu une plus grande place à Montréal et ailleurs au Québec. Alors que le rock’n’roll américain projetait Elvis Presley, un groupe québécois, les Beau-Marks, bien que de courte durée, ont été d’une renommée internationale. L’activité culturelle était devenue l’exutoire social des jeunes québécois issus du Baby-Boom. La venue des grandes vedettes de la chanson française contribua, entre autres facteurs, à l’émergence et à l’affirmation des artistes québécois. Du point de vue culturel et artistique, l’initiative de la boîte à chansons, c’était un grand pas en avant pour toute la société.
La période de 1960-1966 est apparue comme une période de transition où régnait une confusion au niveau des valeurs, des institutions, de la continuité rurale-urbaine, confusion qui se manifestait par la présence d’une idéologie de transition, l’idéologie de rattrapage. La pérennité de la musique s’installe tout comme l’intégration d’une modernité musicale dont l’Osstidcho deviendra, au Québec, l’emblème. Ce renvoi au monde des variétés donne ampleur à la chanson populaire dans le monde musical.  Or la logique de la culture de masse veut que le fait vécu par la majorité devienne une valeur. À sa manière, ainsi qu’on le verra, le spectacle de l’Osstidcho témoignera de cette valeur. L’Osstidcho s’est ancré dans le réel et dans le vécu comme l’a fait Michel Tremblay avec l’usage du joual. Durant les dernières années de la décennie soixante, certains groupes québécois prennent de plus en plus de distance face à la vague du psychédélique. La musique psychédélique est un style rock ou pop apparu à la fin des années 1960. Ce style se voulait la traduction musicale des effets provoqués par des drogues hallucinogènes. Ce phénomène coïncide avec l’arrivée de Robert Charlebois sur la scène populaire en 1968.

## Création de l'Osstidcho

### Historique
Pour expliquer la genèse de ce spectacle, il faut préciser que, la pièce de théâtre de Michel Tremblay Les belles-sœurs devait être représentée au Quat'Sous. Pour des motifs financiers, la pièce est déplacée au théâtre du Rideau Vert. C’est ainsi que Paul Buissonneau se retrouve avec trois semaines à combler. Il demanda donc au cofondateur du théâtre, Yvon Deschamps, de remplacer l’évènement dans la programmation. Deschamps se tourne vers son collègue chansonnier Robert Charlebois pour créer une revue musicale.  Par la suite, Mouffe et Louise Forestier qui venaient de sortir de l’École nationale de théâtre du Canada se joignent au spectacle. Finalement, le Quatuor du jazz libre du Québec rejoindra le groupe. Ils ont trois semaines pour mettre en place le spectacle.  
Pour la jeune troupe, l’art venait du désordre et de l’improvisation. Il y régnait une atmosphère plutôt chaotique et désorganisée.  Les répétitions sont désordonnées et l’improvisation est à son comble.  La liberté créative est au centre du processus de création. C’est cette indiscipline qui a fait claquer la porte au metteur en scène en disant cette fameuse phrase qui aura finalement une portée historique. La troupe a décidé de créer une première partie composée d’ébauches de chansons de Charlebois et Forestier. La seconde partie est un amalgame de chansons, de monologues et de petits sketchs. 
Malgré les nombreuses répétitions, aucune d’entre elles ne se ressemblait. C’est donc dans une atmosphère d’improvisation que la troupe apparaît sur la scène du théâtre le 24 mai au soir. Le talent de ses membres a fait ses preuves et c’est ainsi que le style brouillon devient la marque de commerce de l’Osstidcho. Une tournée dans plusieurs villes du Québec est ensuite organisée par Guy Latraverse, notamment en Abitibi-Témiscamingue et à Québec. La tournée a toutefois moins de succès dans les régions et son impact n’a pas la même importance que dans le grand centre urbain.  
Quelques jours avant la première représentation, le spectacle n’avait pas encore de nom. Paul Buissonneau avait été nommé metteur en scène par Yvon Deschamps. Excédé par l’indiscipline des jeunes membres de la troupe, Paul lança à Robert Charlebois : « Ton hostie de show fourre-toé-le dans l’cul !  ». C’est ainsi, en saisissant la balle au bond, que Charlebois donna ce titre à cet évènement dont il ne savait pas encore qu’il serait si important dans l’histoire du Québec contemporain. Compte tenu du tabou entourant alors les sacres et les mots anglais, le nom du spectacle a parfois été orthographié « l'Hostie de chaux » ou encore « ...DE CHAUX ».

### Participants
Les membres du groupe venaient de sphères artistiques différentes.  On y retrouve des noms qui ont marqué l’histoire culturelle du Québec. La troupe était composée de Robert Charlebois à titre de chansonnier, d’Yvon Deschamps qui faisait sur scène des monologues et de l’humour. Louise Forestier et Claudine Monfette (Mouffe) se sont jointes à la troupe pour y ajouter des sketchs et des chansons. Le tout était accompagné par le Quatuor de jazz libre du Québec. Lors des représentations du spectacle de l’Osstidcho, le groupe de musique avant-gardiste était composé de Jean Préfontaine (saxophone ténor), Yves Charbonneau (trompette), Maurice C. Richard (contrebasse) et Guy Thouin (percussion). 
Paul Buissonneau a agi à titre de metteur en scène, mais il est également le propriétaire du théâtre des Quat’Sous.  Finalement, Guy Latraverse était le producteur de cet évènement. 

### Représentations et programmations
- Théâtre des Quat’Sous du 28 mai au 20 juin 1968
  - [Accueil des spectateurs] (Y. Deschamps et L. Forestier)
  - 50 000 000 d'hommes (R. Charlebois et L. Forestier)
  - From Santa To America (L. Forestier)
  - California (R. Charlebois et L. Forestier)
  - Demain l'hiver (R. Charlebois et L. Forestier)
  - [Toune à Mouffe]
  - La ville depuis (L. Forestier)
  - Lindberg (R. Charlebois et L. Forestier)
  - [Jazz libre] (Quatuor du nouveau jazz libre du Québec)
  - [Présentation : Pierre Elliott Trudeau n'a rien à voir avec L'Osstidcho]
  - Sketch musical [Dans les maternelles – Nos belles-familles]
  - [Jazz libre] (Quatuor du nouveau jazz libre du Québec)
  - Sketch musical : Dans les manufactures
  - Monologue : Les unions, qu'ossa donne? (Y. Deschamps)
  - [Bruits de scène qui semblent provenir de glissements de pas]
  - Sketch musical [Dans les sanatoriums]
  - Sketch musical [Dans la Belle Province – Politique fédérale]
  - Monologue : La violence (Y. Deschamps)
  - Sketch [Vive les nègres drabes d'Amérique]
  - Sketch [Les ressources – Richesses du Québec]
  - Sketch [Séparation du Québec – La culture québécoise]
- Comédie-Canadienne du 2 au 8 septembre (version King Size)
  - [Accueil des spectateurs] (Y. Deschamps)
  - 50 000 000 d'hommes (R. Charlebois et L. Forestier)
  - La marche du président (R. Charlebois et L. Forestier)
  - From Santa To America (L. Forestier)
  - California (R. Charlebois et L. Forestier)
  - Jos Finger Ledoux (R. Charlebois)
  - [Toune à Mouffe]
  - Quand t'es pas là (L. Forestier)
  - CPR Blues (R. Charlebois et L. Forestier)
  - CPR Blues (suite) (R. Charlebois et L. Forestier)
  - Lindberg (R. Charlebois et L. Forestier)
  - Egg génération (R. Charlebois et L. Forestier)
  - Engagement (R. Charlebois et L. Forestier)
  - Stalisme dodécaphonique (Quatuor du nouveau jazz libre du Québec)
  - [Présentation : Pierre Elliott Trudeau n'a rien à voir avec L'Osstidcho King Size]
  - Sketch musical [Dans les maternelles – Nos belles familles – Introduction au sketch musical Dans les manufactures]
  - Sketch musical : Dans les manufactures
  - Monologue : Les unions, qu'ossa donne? (Y. Deschamps)
  - Sketch [La culture québécoise – Appartenance culturelle]
  - Sketch [Nègres drabes d'Amérique]
  - Down In The South
  - Mise en scène : Free at last! (Extrait du discours « I have a dream ») - Martin Luther King, Jr.
  - La fin du monde
- Place des arts du 24 au 26 janvier 1969 (L’Osstidcho meurt)
- Tournée dans les régions périphériques[24]

## Héritage

### Évolution de la chanson québécoise
L’Osstidcho a laissé des répercussions après son passage dans le domaine artistique. Étant un spectacle nouveau genre en alliant les textes, la poésie des chansonniers à la langue populaire, sans évidemment négliger l’importance de la musique et des rythmes, il aura marqué l’histoire en ouvrant la porte à la chanson québécoise moderne.  Cette alliance entre le chansonnier et la langue populaire avait été évacuée de la place publique depuis la Bolduc. Ce virage en chanson s’inspire des succès britanniques, européens et américains par exemple, la deuxième partie du spectacle de l’Osstidcho qui s’inscrit dans la lignée du succès d’Alice’s restaurant massacree d’Arlo Guthrie. C’est ce qui permet dans la sphère musicale une arrivée durable de l’urbanité en imposant un français avec des sonorités électriques et contemporaines. Mélangeant un style yé-yé, rock and roll et pop, ce spectacle a été le début du changement en musique au Québec.  Par la suite, l’Osstidcho aura permis d’ouvrir la voie à des groupes mythiques comme Beau Dommage et Harmonium au début des années 1970. Même chez les artistes de l’époque, on a senti un renouveau.  Les artistes sont sortis du cadre musical plus rigide de l’époque et ont laissé cours à leur folie, à un rythme endiablé, mais qui pouvait tout de même contenir des paroles de chansons qui avait un message à transmettre.  

### Culture québécoise
L’Osstidcho marque une rupture dans la mise en spectacle de la chanson. Il a été un élément de tension assez important pour trancher le débat entre la chanson poétique et la chanson de rythme, entre la chanson d’auteur et la chanson dite commerciale. 
L’Osstidcho intégrait le débat social concernant la langue, l’identité culturelle et la libération nationale. Sa glorification sociale du joual entraîna même un retard quant à la diffusion de la chanson québécoise à l’international. Le recours au joual — mélange d’argot québécois, d’anglicismes et de vieux français — combiné à la transgression d'un interdit religieux représentait une attaque frontale contre les normes de l’époque. 
Cette musique a cherché à faire entrer la chanson dans l’espace nord-américain, dont le bouillonnement culturel avait inspiré Robert Charlebois lors de son voyage en Californie. À travers l’Osstidcho, une nouvelle esthétique de l’écriture, de la composition et de la performance a vu le jour. Ainsi, l’Osstidcho a traduit un univers que la chanson poétique traditionnelle ne pouvait pas exprimer. Ce spectacle a dessiné le profil nord-américain de la chanson québécoise. Il a permis d’assumer en français l’américanité des Québécois et a ouvert de nouvelles voies au discours culturel, abandonnant le fond folklorique en faveur de modes d'expression contemporains.